# Christian Schmidt
Hans Christian Friedrich Schmidt (Obernzenn, 26 de agosto de 1957) es un abogado y político alemán de la Unión Social Cristiana de Baviera (CSU). Es el Alto Representante para Bosnia y Herzegovina, y asumió el cargo el 1 de agosto de 2021.
Schmidt se desempeñó bajo la administración de Angela Merkel como Ministro de Alimentación y Agricultura desde 2014 hasta 2018. Fue Secretario de Estado Parlamentario en el Ministerio Federal de Defensa de Alemania de 2005 a 2013 y Secretario de Estado Parlamentario en el Ministerio Federal de Cooperación Económica y Desarrollo de Alemania desde diciembre de 2013 hasta febrero de 2014. También ejerció de forma interina como Ministro de Transporte e Infraestructura Digital entre 2017 y 2018. Además ha sido miembro del Consejo de Supervisión del Deutsche Bahn desde 2019.
Es diputado del Bundestag desde 1990 en representación del distrito de Fürth.

## Primeros años y educación
Schmidt asistió al Georg-Willhem-Steller-Gymnasium en Bad Windsheim, donde completó su Abitur en 1976. Luego realizó el servicio militar obligatorio en la 1.ª División de Montaña del Ejército de Alemania Occidental. Inició estudios de derecho en 1977 en Erlangen y Lausana. Schmidt finalizó sus estudios de derecho con la aprobación exitosa de los exámenes estatales requeridos en 1982 y 1985. Fue admitido en el colegio de abogados en 1985 y ejerció la abogacía hasta que asumió sus funciones como Secretario de Estado Parlamentario en noviembre de 2005.

## Posiciones políticas
En agosto de 2012, Schmidt fue uno de los 124 miembros del Bundestag que firmaron una carta enviada al embajador ruso en Alemania, Vladimir Grinin, expresando preocupación por el juicio contra los tres miembros de Pussy Riot. "Estar detenido durante meses y la amenaza de un castigo prolongado son draconianos y desproporcionados", dijeron los legisladores en la carta. "En un estado secular y pluralista, los actos artísticos pacíficos -- incluso si pueden ser vistos como provocativos -- no deben llevar a la acusación de actos criminales graves que conlleven largas penas de prisión".